# Recai Kutan
Mehmet Recai Kutan, né le 5 avril 1930 à Malatya et mort le 7 octobre 2024 à Ankara, est un homme politique islamiste turc.
Il est diplômé de la faculté de la construction de l'Université technique d'Istanbul en 1952.
Entre 1952 et 1969, il travaille dans la direction des affaires hydrauliques d'État (DSİ). En 1969, il commence à travailler dans le secteur privé. Entre 1974 et 1980, il est vice-président du parti du salut national (MSP), député de Malatya (1977-1980 et 1996-2002), ministre de la construction et du logement (1977-1978) et ministre de l'énergie et des ressources naturelles (1996-1997). Il est vice-président du parti de la prospérité, président du parti de la vertu (1998-2001) et président du parti de la félicité (2001-2003 et 2004-2008).
Il parle l'anglais, l'arabe et le français. Il est marié et a 3 fils.